# (26744) Marthahaynes
(26744) Marthahaynes est un astéroïde de la ceinture principale découvert en 2001.

## Description
(26744) Marthahaynes a été découvert le 16 avril 2001 à la Station Anderson Mesa, un des deux sites d'observation de observatoire Lowell (Arizona (États-Unis), par le programme Lowell Observatory Near-Earth-Object Search (LONEOS).

### Caractéristiques orbitales
L'orbite de cet astéroïde est caractérisée par un demi-grand axe de 2,31 UA, un périhélie de 1,94 UA, une excentricité de 0,16 et une inclinaison de 4,96° par rapport à l'écliptique. Du fait de ces caractéristiques, à savoir un demi-grand axe compris entre 2 et 3,2 UA et un périhélie supérieur à 1,666 UA, il est classé, selon la JPL Small-Body Database, comme objet de la ceinture principale.

### Caractéristiques physiques
(26744) Marthahaynes a une magnitude absolue (H) de 15,4 et un albédo estimé à 0,176.